# Hygrohypnella ochracea
Hygrohypnella ochracea là một loài rêu trong họ Scorpidiaceae. Loài này được (Turner ex Wilson) Ignatov & Ignatova mô tả khoa học đầu tiên năm 2004.